# 조니 셰필드
조니 셰필드(Johnny Sheffield, 1931년 4월 11일 ~ 2010년 10월 15일)는 미국의 배우, 영화배우이다.

## 영화
- 리얼 타잔 (2004년) - 본인 역
- 정글 보이 봄바 12 (1955년)
- 정글 보이 봄바 11 (1954년)
- 정글 보이 봄바 10 (1954년)
- 정글 보이 봄바 9 (1953년)
- 정글 보이 봄바 8 (1952년)
- 정글 보이 봄바 7 (1952년)
- 정글 보이 봄바 6 (1951년)
- 정글 보이 봄바 5 (1951년)
- 정글 보이 봄바 4 (1950년)
- 정글보이 봄바 3 (1950년)
- 선 컴스 업 (1949년)
- 정글 보이 봄바 2 (1949년)
- 정글 보이 봄바 (1949년)
- 타잔 - 조니 웨이스뮬러 편 11 (1947년)
- 타잔 - 조니 웨이스뮬러 편 10 (1946년)
- 타잔 - 조니 웨이스뮬러 편 9 (1945년)
- 타잔 - 조니 웨이스뮬러 편 7 (1943년)
- 타잔의 사막 미스터리  (1943년)
- 뉴욕으로 간 타잔 (1942년)
- 타잔의 비밀 보물  (1941년)
- 베이비 인 암스 (1939년)
- 타잔 - 조니 웨시스뮬러 편 4 (1939년)